# Rusland (film fra 1994)
|  | Denne artikel er oprettet af botten Steenthbot ud fra en ekstern database. Den kan derfor have sproglige fejl eller mangler. Denne skabelon kan fjernes efter kontrol af indholdet. |

 For alternative betydninger, se Rusland (flertydig). (Se også artikler, som begynder med Rusland)
Rusland er en dansk eksperimentalfilm fra 1994 instrueret af Anja Franke og Jørgen Michaelsen efter deres manuskript.

## Handling
RUSLAND er optaget under de to kunstneres ophold i SNG i oktober 1993. Der blev filmet, mens effekterne af de bevægende begivenheder omkring præsident Boris Jeltsins voldelige opløsning af det russiske parlament satte deres præg på atmosfæren i Skt. Petersborg og Moskva. Videoen skildrer turistens placering i dette drama.